# 顺化站
顺化站（越南语：／*/?）是越南顺化市順化郡坊德坊的一个铁路车站，有南北铁路經過。北距河內站688公里，南距西貢站1040公里。
顺化站修建于法属印度支那时期，建筑风格深受法国影响，于1906年12月15日正式启用，时名铳场站（越南语：／*/?），是阮朝成泰年间继国学场（今顺化市国学高中）、顺化中央医院、钱场桥、东波市场后，在香江附近区域修建的最后一个大型建筑设施。1907年初，顺化至岘港段全长115公里的铁路建成通车，次年又开通了顺化至东河段铁路。